# Salgótarjáni Barátok Torna Club
El Salgótarjáni Barátok Torna Club és un club de futbol hongarès de la ciutat de Salgótarján.

## Història
Va ser fundat l'any 1920. La temporada 1935-36 debutà per primer cop a la lliga hongaresa de futbol, en la que finalitzà tercer. Ha estat quatre cops finalista de la copa hongaresa, les temporades 1940-41, 1942-43, 1955-56, 1967.
Evolució del nom:
- 1920: Salgótarjáni Torna Club
- 1922: Salgótarjáni Bányatelepi Torna Club
- 1949: Salgótarjáni Tárna Sport Egyesület
- 1951: Salgótarjáni Bányász Sport Kör
- ????: Salgótarjáni Bányász Torna Club
- 1977: fusió amb Egyesült esdevenint Salgótarjáni Kohász SE
- 1977: Salgótarjáni Torna Club
- 1984: separació de Salgótarjáni Kohász SE
- 1984: Salgótarjáni Bányász Torna Club
- 1988: Salgótarjáni Barátság Torna Club
- 1992: unió amb Salgótarjáni Síküveg SE
- 1992: Salgótarjáni Barátság Torna Club-Salgglas Sport Egyesület
- 1993: separació de Salgótarjáni Síküveg SE
- 1993: Salgótarjáni Barátság Torna Club
- 2001: Salgótarjáni Barátok Torna Club
- 2003: unió amb Salgó Öblös-Faipari SC
- 2012: Salgótarjáni Barátok Torna Club-Puebla
- ????: Salgótarjáni Barátok Torna Club